# Kyllinga
Genre
Classification APG III (2009)
Kyllinga est un genre botanique de plantes herbacées appartenant à la famille des Cyperaceae, qui comprend plus d'une cinquantaine d'espèces, réparties surtout en Afrique tropicale. Son nom honore la mémoire du botaniste danois du XVIIe siècle, Peder Kylling.

## Quelques espèces
- Kyllinga brevifolia
- Kyllinga coriacea
- Kyllinga erecta
- Kyllinga exigua
- Kyllinga gracillima
- Kyllinga melanosperma (envahissant en Nouvelle-Calédonie)[2]
- Kyllinga nemoralis
- Kyllinga odorata
- Kyllinga planiculmis
- Kyllinga polyphylla (envahissant en Nouvelle-Calédonie)[2],[3]
- Kyllinga pumila
- Kyllinga squamulata
- Kyllinga tibialis
- Kyllinga triceps
- Kyllinga vaginata